# Lars Nordlander
Lars Agne Nordlander, född 18 augusti 1944 i Sandslån, Bjärtrå församling i Ångermanland, är en svensk textförfattare.
Sedan 1970-talet har Nordlander skrivit texter till bland andra Monica Zetterlund, Lill Lindfors, Lill-Babs, Tommy Körberg och Björn Skifs. Han har ofta skrivit svenska texter till engelskspråkiga sånger, exempelvis 
"Stardust" ("Höst") och "A Song for You" ("En sång till dej"). Han skriver även dagsverser, som har getts ut i bokform.
Dokumentären Hellre en skrynklig själ än ett slätstruket liv (2015) av Tom Alandh handlar om Nordlander.
Nordlander har tre söner.

## Sångtexter i urval
| - "Adagio" (till det s.k. Albinonis Adagio) – Monica Zetterlund & Monica Dominique - "Destination Moon" – Monica Zetterlund, Monica Borrfors - "Du!" ("A Salty Dog") – Björn Skifs - "Du får mig i blom" ("With You I'm Born Again") – Elisabeth Andreassen, m.fl. - "Du ljuvlighet" ("The Summer Knows") – Tommy Körberg - "Du är det vackra jag ser i mitt liv" ("What Are You Doing the Rest of Your Life?") – Tommy Körberg, The Real Group, m.fl. - "En kärlekshistoria" ("Historia de un amor") – Bengan Janson - "En sång till dej" ("A Song for You") – Lill Lindfors - "Höst" ("Stardust") – Monica Zetterlund | - "Kom" ("A Child is Born") – Monica Zetterlund - "Lär mig ikväll" ("Teach Me Tonight") – Monica Zetterlund - "Mitt liv" ("It's My Turn") – Lill-Babs - "Mitt liv" ("That's Life") – Tommy Körberg - "Ni som kan ro" ("Ease On Down the Road") – Björn Skifs - "När solen lämnar dig" ("You Must Believe in Spring") – Tommy Körberg, m.fl. - "Sommar i midnattssolens land" ("Winchester in Appleblossom Time") – Monica Zetterlund - "Sommarregn" ("The Gentle Rain") – Monica Zetterlund |